# یمانه تسگای
یمانه تسگای (انگلیسی: Yemane Tsegay؛ زادهٔ ۸ آوریل ۱۹۸۵) یک دونده ماراتن اهل اتیوپی است. از افتخارات وی میتوان وی میتوان به کسب مدال نقره دو ماراتن در ۲۰۱۵ پکن اشاره کرد.